# Circuitul WTA 2025
Circuitul WTA 2025 este cea de-a 55-a ediție a tenisului profesionist feminin de nivel superior, care se joacă de-a lungul anului 2025. Sezonul, care se desfășoară în perioada 27 decembrie 2024 până în noiembrie 2025, include peste cincizeci turnee, marea majoritate organizate de Asociația de Tenis pentru Femei (WTA). Pentru a patra oară, Hologic, companie de tehnologie și diagnosticare medicală cu sediul în Massachusetts, axată pe sănătatea femeilor, este partenerul principal.
Calendarul 2025 cuprinde turneele de Grand Slam (supervizate de Federația Internațională de Tenis (ITF)), turneele WTA 1000, WTA 500, WTA 250, Cupa Billie Jean King (organizată de ITF), campionatele de sfârșit de an (WTA Finals) și evenimentele pe echipe United Cup (eveniment combinat cu ATP).
Echivalentul masculin al circuitului feminin este Circuitul ATP 2025.

## Lista cronologică a turneelor
Prezentarea cronologică arată lista turneelor din Circuitul WTA 2025, inclusiv locul de desfășurare, numărul de jucători, suprafața, categoria și finanțarea totală.
Legendă
| Turnee de Grand Slam |
| Turneul Campioanelor |
| WTA 1000             |
| WTA 500              |
| WTA 250              |
| Evenimente de echipă |

### Ianuarie
| Săptămâna     | Turneu | Campioni                                              | Finaliști                            | Semifinaliști                      | Sfertfinaliști                                                      |
| ------------- | --- | ----------------------------------------------------- | ------------------------------------ | ---------------------------------- | ------------------------------------------------------------------- |
| 30 dec        | United Cup Perth/Sydney, Australia United Cup Hard – 5.585.000 $ – 18 echipe                                 | Statele Unite 2–0                                     | Polonia                              | Kazakhstan Republica Cehă          | Germania Marea Britanien China Italia                               |
| 30 dec        | Brisbane International Brisbane, Australia WTA 500 Hard – 1.520.600 $ – 32S/24Q/24D Simplu – Dublu           | Arina Sabalenka 4–6, 6–3, 6–2                         | Polina Kudermetova                   | Mirra Andreeva Anhelina Kalinina   | Marie Bouzková Ons Jabeur Ashlyn Krueger Kimberly Birrell           |
| 30 dec        | Brisbane International Brisbane, Australia WTA 500 Hard – 1.520.600 $ – 32S/24Q/24D Simplu – Dublu           | Mirra Andreeva Diana Shnaider 7–6(8–6), 7–5           | Priscilla Hon Anna Kalinskaia        | Mirra Andreeva Anhelina Kalinina   | Marie Bouzková Ons Jabeur Ashlyn Krueger Kimberly Birrell           |
| 30 dec        | WTA Auckland Open Auckland, Noua Zeelandă WTA 250 Hard – 275.094 $ – 28S/16Q/16D Simplu – Dublu              | Clara Tauson 4–6, 0–0, ret.                           | Naomi Osaka                          | Robin Montgomery Alycia Parks      | Madison Keys Bernarda Pera Katie Volynets Hailey Baptiste           |
| 30 dec        | WTA Auckland Open Auckland, Noua Zeelandă WTA 250 Hard – 275.094 $ – 28S/16Q/16D Simplu – Dublu              | Jiang Xinyu Wu Fang-hsien 6–3, 6–4                    | Aleksandra Krunić Sabrina Santamaria | Robin Montgomery Alycia Parks      | Madison Keys Bernarda Pera Katie Volynets Hailey Baptiste           |
| 6 ian         | Adelaide International Adelaide, Australia WTA 500 Hard – 1.064.510 $ – 28S/16Q/24D Simplu – Dublu           | Madison Keys 6–3, 4–6, 6–1                            | Jessica Pegula                       | Iulia Putințeva Liudmila Samsonova | Ashlyn Krueger Diana Shnaider Daria Kasatkina Emma Navarro          |
| 6 ian         | Adelaide International Adelaide, Australia WTA 500 Hard – 1.064.510 $ – 28S/16Q/24D Simplu – Dublu           | Guo Hanyu Alexandra Panova 7–5, 6–4                   | Beatriz Haddad Maia Laura Siegemund  | Iulia Putințeva Liudmila Samsonova | Ashlyn Krueger Diana Shnaider Daria Kasatkina Emma Navarro          |
| 6 ian         | Hobart International Hobart, Australia WTA 250 Hard – 275.094 $ – 28S/16Q/16D Simplu – Dublu                 | McCartney Kessler 6–4, 3–6, 6–0                       | Elise Mertens                        | Elina Avanesyan Maya Joint         | Daiana Iastremska Amanda Anisimova Sofia Kenin Veronika Kudermetova |
| 6 ian         | Hobart International Hobart, Australia WTA 250 Hard – 275.094 $ – 28S/16Q/16D Simplu – Dublu                 | Jiang Xinyu Wu Fang-hsien 6–1, 7–6(8–6)               | Monica Niculescu Fanny Stollár       | Elina Avanesyan Maya Joint         | Daiana Iastremska Amanda Anisimova Sofia Kenin Veronika Kudermetova |
| 13 ian 20 ian | Australian Open Melbourne, Australia Grand Slam Hard – 43.250.000 A$ 128S/128Q/64D/32X Simplu – Dublu – Mixt | Madison Keys 6–3, 2–6, 7–5                            | Arina Sabalenka                      | Paula Badosa Iga Świątek           | A. Pavliucenkova Coco Gauff Elina Svitolina Emma Navarro            |
| 13 ian 20 ian | Australian Open Melbourne, Australia Grand Slam Hard – 43.250.000 A$ 128S/128Q/64D/32X Simplu – Dublu – Mixt | Kateřina Siniaková Taylor Townsend 6–2, 6–7(4–7), 6–3 | Hsieh Su-wei Jeļena Ostapenko        | Paula Badosa Iga Świątek           | A. Pavliucenkova Coco Gauff Elina Svitolina Emma Navarro            |
| 13 ian 20 ian | Australian Open Melbourne, Australia Grand Slam Hard – 43.250.000 A$ 128S/128Q/64D/32X Simplu – Dublu – Mixt | Olivia Gadecki John Peers 3–6, 6–4, [10–6]            | Kimberly Birrell John-Patrick Smith  | Paula Badosa Iga Świątek           | A. Pavliucenkova Coco Gauff Elina Svitolina Emma Navarro            |
| 27 ian        | Linz Open Linz, Austria WTA 500 Hard (i) – 1.064.510 € – 28S/16Q/16D Simplu – Dublu                          | Ekaterina Alexandrova 6–2, 3–6, 7–5                   | Daiana Iastremska                    | Karolína Muchová Clara Tauson      | Anastasia Potapova Petra Martić Maria Sakkari Anna Blinkova         |
| 27 ian        | Linz Open Linz, Austria WTA 500 Hard (i) – 1.064.510 € – 28S/16Q/16D Simplu – Dublu                          | Tímea Babos Luisa Stefani 3–6, 7–5, [10–4]            | Liudmila Kicenok Nadiia Kicenok      | Karolína Muchová Clara Tauson      | Anastasia Potapova Petra Martić Maria Sakkari Anna Blinkova         |
| 27 ian        | Singapore Open Singapore, Singapore WTA 250 Hard (i) – 275.094 $ – 28S/16Q/16D Simplu – Dublu                | Elise Mertens 6–1, 6–4                                | Ann Li                               | Anna Kalinskaia Wang Xinyu         | M Sawangkaew Kimberly Birrell Jil Teichmann Camila Osorio           |
| 27 ian        | Singapore Open Singapore, Singapore WTA 250 Hard (i) – 275.094 $ – 28S/16Q/16D Simplu – Dublu                | Desirae Krawczyk Giuliana Olmos 7–5, 6–0              | Wang Xinyu Zheng Saisai              | Anna Kalinskaia Wang Xinyu         | M Sawangkaew Kimberly Birrell Jil Teichmann Camila Osorio           |

### Februarie
| Săptămâna | Turneu                                                                                                  | Campioni                                         | Finaliști                             | Semifinaliști                            | Sfertfinaliști                                                       |
| --------- | --- | ------------------------------------------------ | ------------------------------------- | ---------------------------------------- | -------------------------------------------------------------------- |
| 3 feb     | Abu Dhabi Open Abu Dhabi, Emiratele Arabe Unite WTA 500 Hard – 1.064.510 $ – 28S/24Q/16D Simplu – Dublu | Belinda Bencic 4–6, 6–1, 6–1                     | Ashlyn Krueger                        | Elena Rîbakina Linda Nosková             | Ons Jabeur Markéta Vondroušová Leylah Fernandez Magda Linette        |
| 3 feb     | Abu Dhabi Open Abu Dhabi, Emiratele Arabe Unite WTA 500 Hard – 1.064.510 $ – 28S/24Q/16D Simplu – Dublu | Jeļena Ostapenko Ellen Perez 6–2, 6–1            | Kristina Mladenovic Zhang Shuai       | Elena Rîbakina Linda Nosková             | Ons Jabeur Markéta Vondroušová Leylah Fernandez Magda Linette        |
| 3 feb     | Transylvania Open Cluj-Napoca, România WTA 250 Hard (i) – 275.094 $ – 32S/16Q/16D Simplu – Dublu        | Anastasia Potapova 4–6, 6–1, 6–2                 | Lucia Bronzetti                       | Aliaksandra Sasnovici Kateřina Siniaková | Ella Seidel Anhelina Kalinina Elisabetta Cocciaretto Viktoria Tomova |
| 3 feb     | Transylvania Open Cluj-Napoca, România WTA 250 Hard (i) – 275.094 $ – 32S/16Q/16D Simplu – Dublu        | Magali Kempen Anna Sisková 6–3, 6–1              | Jaqueline Cristian Angelica Moratelli | Aliaksandra Sasnovici Kateřina Siniaková | Ella Seidel Anhelina Kalinina Elisabetta Cocciaretto Viktoria Tomova |
| 10 feb    | Qatar Open Doha, Qatar WTA 1000 Hard – 3.654.963 $ – 56S/32Q/16D Simplu – Dublu                         | Amanda Anisimova 6–4, 6–3                        | Jeļena Ostapenko                      | Ekaterina Alexandrova Iga Świątek        | Jessica Pegula Marta Kostiuk Ons Jabeur Elena Rîbakina               |
| 10 feb    | Qatar Open Doha, Qatar WTA 1000 Hard – 3.654.963 $ – 56S/32Q/16D Simplu – Dublu                         | Sara Errani Jasmine Paolini 7–5, 7–6(12–10)      | Jiang Xinyu Wu Fang-hsien             | Ekaterina Alexandrova Iga Świątek        | Jessica Pegula Marta Kostiuk Ons Jabeur Elena Rîbakina               |
| 17 feb    | Dubai Tennis Championships Dubai, UAE WTA 1000 Hard – 3.654.963 $ – 56S/32Q/16D Simplu – Dublu          | Mirra Andreeva 7–6(7–1), 6–1                     | Clara Tauson                          | Karolína Muchová Elena Rîbakina          | Linda Nosková Sorana Cîrstea Sofia Kenin Iga Świątek                 |
| 17 feb    | Dubai Tennis Championships Dubai, UAE WTA 1000 Hard – 3.654.963 $ – 56S/32Q/16D Simplu – Dublu          | Kateřina Siniaková Taylor Townsend 7–6(7–5), 6–4 | Hsieh Su-wei Jeļena Ostapenko         | Karolína Muchová Elena Rîbakina          | Linda Nosková Sorana Cîrstea Sofia Kenin Iga Świątek                 |
| 24 feb    | Mérida Open Mérida, Mexic WTA 500 Hard – 1.064.510 $ – 28S/24Q/16D Simplu – Dublu                       | Emma Navarro 6–0, 6–0                            | Emiliana Arango                       | Elina Avanesyan Daria Saville            | Zeynep Sönmez Maya Joint Rebecca Šramková Paula Badosa               |
| 24 feb    | Mérida Open Mérida, Mexic WTA 500 Hard – 1.064.510 $ – 28S/24Q/16D Simplu – Dublu                       | Katarzyna Piter Mayar Sherif 7–6(7–2), 7–5       | Anna Danilina Irina Khromacheva       | Elina Avanesyan Daria Saville            | Zeynep Sönmez Maya Joint Rebecca Šramková Paula Badosa               |
| 24 feb    | ATX Open Austin, Statele Unite WTA 250 Hard – 275.094 $ – 32S/16Q/16D Simplu – Dublu                    | Jessica Pegula 7–5, 6–2                          | McCartney Kessler                     | Ajla Tomljanović Greet Minnen            | Anna Blinkova Ena Shibahara Caroline Dolehide Sorana Cîrstea         |
| 24 feb    | ATX Open Austin, Statele Unite WTA 250 Hard – 275.094 $ – 32S/16Q/16D Simplu – Dublu                    | Anna Blinkova Yuan Yue 3–6, 6–1, [10–4]          | McCartney Kessler Zhang Shuai         | Ajla Tomljanović Greet Minnen            | Anna Blinkova Ena Shibahara Caroline Dolehide Sorana Cîrstea         |

### Martie
| Săptămâna     | Turneu | Campioni                                            | Finaliști                          | Semifinaliști                          | Sfertfinaliști                                                 |
| ------------- | --- | --------------------------------------------------- | ---------------------------------- | -------------------------------------- | -------------------------------------------------------------- |
| 3 mar 10 mar  | Indian Wells Open Indian Wells, Statele Unite WTA 1000 Hard – 8.963.700 $ – 96S/48Q/32D Simplu – Dublu – Mixt | Mirra Andreeva 2–6, 6–4, 6–3                        | Arina Sabalenka                    | Madison Keys Iga Świątek               | Liudmila Samsonova Belinda Bencic Elina Svitolina Zheng Qinwen |
| 3 mar 10 mar  | Indian Wells Open Indian Wells, Statele Unite WTA 1000 Hard – 8.963.700 $ – 96S/48Q/32D Simplu – Dublu – Mixt | Asia Muhammad Demi Schuurs 6–2, 7–6(7–4)            | Tereza Mihalíková Olivia Nicholls  | Madison Keys Iga Świątek               | Liudmila Samsonova Belinda Bencic Elina Svitolina Zheng Qinwen |
| 3 mar 10 mar  | Indian Wells Open Indian Wells, Statele Unite WTA 1000 Hard – 8.963.700 $ – 96S/48Q/32D Simplu – Dublu – Mixt | Sara Errani Andrea Vavassori 6–7(3–7), 6–3, [10–8]  | Bethanie Mattek-Sands Mate Pavić   | Madison Keys Iga Świątek               | Liudmila Samsonova Belinda Bencic Elina Svitolina Zheng Qinwen |
| 17 mar 24 mar | Miami Open Miami Gardens, Statele Unite WTA 1000 Hard – 8.963.700 $ – 96S/48Q/32D Simplu – Dublu              | Arina Sabalenka 7–5, 6–2                            | Jessica Pegula                     | Jasmine Paolini Alexandra Eala         | Zheng Qinwen Magda Linette Emma Răducanu Iga Świątek           |
| 17 mar 24 mar | Miami Open Miami Gardens, Statele Unite WTA 1000 Hard – 8.963.700 $ – 96S/48Q/32D Simplu – Dublu              | Mirra Andreeva Diana Shnaider 6–3, 6–7(5–7), [10–2] | Cristina Bucșa Miyu Kato           | Jasmine Paolini Alexandra Eala         | Zheng Qinwen Magda Linette Emma Răducanu Iga Świątek           |
| 31 mar        | Charleston Open Charleston, Statele Unite WTA 500 Zgură – 1.064.510 $ – 48S/24Q/16D Simplu – Dublu            | Jessica Pegula 6–3, 7–5                             | Sofia Kenin                        | Ekaterina Alexandrova Amanda Anisimova | Danielle Collins Zheng Qinwen Emma Navarro Anna Kalinskaia     |
| 31 mar        | Charleston Open Charleston, Statele Unite WTA 500 Zgură – 1.064.510 $ – 48S/24Q/16D Simplu – Dublu            | Jeļena Ostapenko Erin Routliffe 6–4, 6–2            | Caroline Dolehide Desirae Krawczyk | Ekaterina Alexandrova Amanda Anisimova | Danielle Collins Zheng Qinwen Emma Navarro Anna Kalinskaia     |
| 31 mar        | Copa Colsanitas Bogotá, Columbia WTA 250 Zgură – 275.094 $ – 32S/16Q/16D Simplu – Dublu                       | Camila Osorio 6–3, 6–3                              | Katarzyna Kawa                     | Julieta Pareja Julia Riera             | Marie Bouzková Léolia Jeanjean Lea Bošković Tatjana Maria      |
| 31 mar        | Copa Colsanitas Bogotá, Columbia WTA 250 Zgură – 275.094 $ – 32S/16Q/16D Simplu – Dublu                       | Cristina Bucșa Sara Sorribes Tormo 5–7, 6–2, [10–5] | Irina Bara Laura Pigossi           | Julieta Pareja Julia Riera             | Marie Bouzková Léolia Jeanjean Lea Bošković Tatjana Maria      |

### Aprilie
| Săptămâna     | Turneu                                                                                    | Campioni                                                                            | Finaliști | Semifinaliști                         | Sfertfinaliști                                            |
| ------------- | ----------------------------------------------------------------------------------------- | ----------------------------------------------------------------------------------- | --- | ------------------------------------- | --------------------------------------------------------- |
| 7 apr         | Rundă calificare Billie Jean King Cup                                                     | Câștigătoare calificări Japonia Spania Statele Unite Kazahstan Ucraina Regatul Unit | Învinse calificări · Canada · România · Cehia · Brazilia · Slovacia · Danemarca · Australia · Columbia · Polonia · Elveția · Țările de Jos · Germania |                                       |                                                           |
| 14 apr        | Stuttgart Open Stuttgart, Germania WTA 500 Zgură – 925.661 € – 28S/16Q/16D Simplu – Dublu | Jeļena Ostapenko 6–4, 6–1                                                           | Arina Sabalenka | Jasmine Paolini Ekaterina Alexandrova | Elise Mertens Coco Gauff Jessica Pegula Iga Świątek       |
| 14 apr        | Stuttgart Open Stuttgart, Germania WTA 500 Zgură – 925.661 € – 28S/16Q/16D Simplu – Dublu | Gabriela Dabrowski Erin Routliffe 6–3, 6–3                                          | Ekaterina Alexandrova Zhang Shuai | Jasmine Paolini Ekaterina Alexandrova | Elise Mertens Coco Gauff Jessica Pegula Iga Świątek       |
| 14 apr        | Open de Rouen Rouen, Franța WTA 250 Zgură – 275.094 $ – 32S/16Q/16D Simplu – Dublu        | Elina Svitolina 6–4, 7–6(10–8)                                                      | Olga Danilović | Elena-Gabriela Ruse Suzan Lamens      | JB Maneiro Jessika Ponchet Moyuka Uchijima TSR Rajaonah   |
| 14 apr        | Open de Rouen Rouen, Franța WTA 250 Zgură – 275.094 $ – 32S/16Q/16D Simplu – Dublu        | Aleksandra Krunić Sabrina Santamaria 6–0, 6–4                                       | Irina Khromacheva Linda Nosková | Elena-Gabriela Ruse Suzan Lamens      | JB Maneiro Jessika Ponchet Moyuka Uchijima TSR Rajaonah   |
| 21 apr 28 apr | Madrid Open Madrid, Spania WTA 1000 Zgură – 7.854.000 € – 96S/48Q/32D Simplu – Dublu      | Arina Sabalenka 6–3, 7–6(7–3)                                                       | Coco Gauff | Elina Svitolina Iga Świątek           | Marta Kostiuk Moyuka Uchijima Mirra Andreeva Madison Keys |
| 21 apr 28 apr | Madrid Open Madrid, Spania WTA 1000 Zgură – 7.854.000 € – 96S/48Q/32D Simplu – Dublu      | Sorana Cîrstea Anna Kalinskaia 6–7(10–12), 6–2, [12–10]                             | Veronika Kudermetova Elise Mertens | Elina Svitolina Iga Świątek           | Marta Kostiuk Moyuka Uchijima Mirra Andreeva Madison Keys |

### Mai
| Săptămâna    | Turneu                                                                                                 | Campioni                                        | Finaliști                            | Semifinaliști                        | Sfertfinaliști                                                |
| ------------ | --- | ----------------------------------------------- | ------------------------------------ | ------------------------------------ | ------------------------------------------------------------- |
| 5 mai 12 mai | Italian Open Roma, Italia WTA 1000 Zgură – 6.009.593 € – 96S/48Q/32D Simplu – Dublu                    | Jasmine Paolini 6–4, 6–2                        | Coco Gauff                           | Zheng Qinwen Peyton Stearns          | Arina Sabalenka Mirra Andreeva Diana Shnaider Elina Svitolina |
| 5 mai 12 mai | Italian Open Roma, Italia WTA 1000 Zgură – 6.009.593 € – 96S/48Q/32D Simplu – Dublu                    | Sara Errani Jasmine Paolini 6–4, 7–5            | Veronika Kudermetova Elise Mertens   | Zheng Qinwen Peyton Stearns          | Arina Sabalenka Mirra Andreeva Diana Shnaider Elina Svitolina |
| 19 mai       | Internationaux de Strasbourg Strasbourg, Franța WTA 500 Zgură – 925.661 € – 28S/16Q/16D Simplu – Dublu | Elena Rîbakina 6–1, 6–7(2–7), 6–1               | Liudmila Samsonova                   | Danielle Collins Beatriz Haddad Maia | Anna Kalinskaia Paula Badosa Magda Linette Emma Navarro       |
| 19 mai       | Internationaux de Strasbourg Strasbourg, Franța WTA 500 Zgură – 925.661 € – 28S/16Q/16D Simplu – Dublu | Tímea Babos Luisa Stefani 6–3, 6–7(3–7), [10–7] | Guo Hanyu Nicole Melichar-Martinez   | Danielle Collins Beatriz Haddad Maia | Anna Kalinskaia Paula Badosa Magda Linette Emma Navarro       |
| 19 mai       | Maroc Open Rabat, Maroc WTA 250 Zgură – 275.094 $ – 32S/24Q/16D Simplu – Dublu                         | Maya Joint 6–3, 6–2                             | Jaqueline Cristian                   | Ajla Tomljanović Camila Osorio       | JB Maneiro Ann Li Anastasija Sevastova Maria Mateas           |
| 19 mai       | Maroc Open Rabat, Maroc WTA 250 Zgură – 275.094 $ – 32S/24Q/16D Simplu – Dublu                         | Maya Joint Oksana Kalashnikova 6–3, 7–5         | Angelica Moratelli Camilla Rosatello | Ajla Tomljanović Camila Osorio       | JB Maneiro Ann Li Anastasija Sevastova Maria Mateas           |
| 26 mai 8 iun | French Open Paris, Franța Grand Slam Zgură – 26.334.000 € – 128S/64D/32X Simplu – Dublu – Mixt         | Coco Gauff 6–7(5–7), 6–2, 6–4                   | Arina Sabalenka                      | Iga Świątek Loïs Boisson             | Zheng Qinwen Elina Svitolina Mirra Andreeva Madison Keys      |
| 26 mai 8 iun | French Open Paris, Franța Grand Slam Zgură – 26.334.000 € – 128S/64D/32X Simplu – Dublu – Mixt         | Sara Errani Jasmine Paolini 6–4, 2–6, 6–1       | Anna Danilina Aleksandra Krunić      | Iga Świątek Loïs Boisson             | Zheng Qinwen Elina Svitolina Mirra Andreeva Madison Keys      |
| 26 mai 8 iun | French Open Paris, Franța Grand Slam Zgură – 26.334.000 € – 128S/64D/32X Simplu – Dublu – Mixt         | Sara Errani Andrea Vavassori 6–4, 6–2           | Taylor Townsend Evan King            | Iga Świątek Loïs Boisson             | Zheng Qinwen Elina Svitolina Mirra Andreeva Madison Keys      |

### Iunie
| Săptămâna    | Turneu | Campioni                                           | Finaliști                                   | Semifinaliști                                | Sfertfinaliști                                                        |
| ------------ | --- | -------------------------------------------------- | ------------------------------------------- | -------------------------------------------- | --------------------------------------------------------------------- |
| 9 iun        | Queen's Club Championships Londra, Marea Britanie WTA 500 Iarbă – 1.415.000 $ – 28S/24Q/16D Simplu – Dublu | Tatjana Maria 6–3, 6–4                             | Amanda Anisimova                            | Zheng Qinwen Madison Keys                    | Emma Răducanu Emma Navarro Elena Rîbakina Diana Shnaider              |
| 9 iun        | Queen's Club Championships Londra, Marea Britanie WTA 500 Iarbă – 1.415.000 $ – 28S/24Q/16D Simplu – Dublu | Asia Muhammad Demi Schuurs 7–5, 6–7(3–7), [10–4]   | Anna Danilina Diana Shnaider                | Zheng Qinwen Madison Keys                    | Emma Răducanu Emma Navarro Elena Rîbakina Diana Shnaider              |
| 9 iun        | Libéma Open Rosmalen, Țările de Jos WTA 250 Iarbă – 275.094 $ – 32S/24Q/16D Simplu – Dublu                 | Elise Mertens 6–3, 7–6(7–4)                        | Elena-Gabriela Ruse                         | Elisabetta Cocciaretto Ekaterina Alexandrova | Bianca Andreescu Suzan Lamens Yuan Yue Veronika Kudermetova           |
| 9 iun        | Libéma Open Rosmalen, Țările de Jos WTA 250 Iarbă – 275.094 $ – 32S/24Q/16D Simplu – Dublu                 | Irina Khromacheva Fanny Stollár 7–5, 6–3           | Nicole Melichar-Martinez Liudmila Samsonova | Elisabetta Cocciaretto Ekaterina Alexandrova | Bianca Andreescu Suzan Lamens Yuan Yue Veronika Kudermetova           |
| 16 iun       | German Open Berlin, Germania WTA 500 Iarbă – 925.661 € – 28S/24Q/16D Simplu – Dublu                        | Markéta Vondroušová 7–6(12–10), 4–6, 6–2           | Wang Xinyu                                  | Arina Sabalenka Liudmila Samsonova           | Elena Rîbakina Ons Jabeur Amanda Anisimova Paula Badosa               |
| 16 iun       | German Open Berlin, Germania WTA 500 Iarbă – 925.661 € – 28S/24Q/16D Simplu – Dublu                        | Tereza Mihalíková Olivia Nicholls 4−6, 6−2, [10−6] | Sara Errani Jasmine Paolini                 | Arina Sabalenka Liudmila Samsonova           | Elena Rîbakina Ons Jabeur Amanda Anisimova Paula Badosa               |
| 16 iun       | Nottingham Open Nottingham, Marea Britanie WTA 250 Iarbă – 275.094 $ – 32S/24Q/16D Simplu – Dublu          | McCartney Kessler 6–4, 7–5                         | Daiana Iastremska                           | Rebecca Šramková Magda Linette               | Katie Boulter Linda Nosková Leylah Fernandez Clara Tauson             |
| 16 iun       | Nottingham Open Nottingham, Marea Britanie WTA 250 Iarbă – 275.094 $ – 32S/24Q/16D Simplu – Dublu          | Beatriz Haddad Maia Laura Siegemund 6–3, 6–2       | Anna Danilina Ena Shibahara                 | Rebecca Šramková Magda Linette               | Katie Boulter Linda Nosková Leylah Fernandez Clara Tauson             |
| 23 iun       | Bad Homburg Open Bad Homburg, Germania WTA 500 Iarbă – 1.064.510 $ – 32S/8Q/16D Simplu – Dublu             | Jessica Pegula 6–4, 7–5                            | Iga Świątek                                 | Linda Nosková Jasmine Paolini                | Emma Navarro Mirra Andreeva Ekaterina Alexandrova Beatriz Haddad Maia |
| 23 iun       | Bad Homburg Open Bad Homburg, Germania WTA 500 Iarbă – 1.064.510 $ – 32S/8Q/16D Simplu – Dublu             | Guo Hanyu Alexandra Panova 4–6, 7–6(7–4), [10–5]   | Lyudmyla Kichenok Ellen Perez               | Linda Nosková Jasmine Paolini                | Emma Navarro Mirra Andreeva Ekaterina Alexandrova Beatriz Haddad Maia |
| 23 iun       | Eastbourne International Eastbourne, Marea Britanie WTA 250 Iarbă – 275.094 $ – 32S/24Q/16D Simplu – Dublu | Maya Joint 6–4, 1–6, 7–6(12–10)                    | Alexandra Eala                              | A Pavliucenkova Varvara Gracheva             | Anna Blinkova Kamilla Rakhimova Daiana Iastremska Barbora Krejčíková  |
| 23 iun       | Eastbourne International Eastbourne, Marea Britanie WTA 250 Iarbă – 275.094 $ – 32S/24Q/16D Simplu – Dublu | Marie Bouzková Anna Danilina 6–4, 7–5              | Hsieh Su-wei Maya Joint                     | A Pavliucenkova Varvara Gracheva             | Anna Blinkova Kamilla Rakhimova Daiana Iastremska Barbora Krejčíková  |
| 30 iun 7 iul | Wimbledon Londra, Marea Britanie Grand Slam Iarbă – 25.161.500 $ – 128S/64D/32X Simplu – Dublu – Mixt      | Iga Świątek 6–0, 6–0                               | Amanda Anisimova                            | Arina Sabalenka Belinda Bencic               | Laura Siegemund A. Pavliuchenkova Mirra Andreeva Liudmila Samsonova   |
| 30 iun 7 iul | Wimbledon Londra, Marea Britanie Grand Slam Iarbă – 25.161.500 $ – 128S/64D/32X Simplu – Dublu – Mixt      | Veronika Kudermetova Elise Mertens 3–6, 6–2, 6–4   | Hsieh Su-wei Jeļena Ostapenko               | Arina Sabalenka Belinda Bencic               | Laura Siegemund A. Pavliuchenkova Mirra Andreeva Liudmila Samsonova   |
| 30 iun 7 iul | Wimbledon Londra, Marea Britanie Grand Slam Iarbă – 25.161.500 $ – 128S/64D/32X Simplu – Dublu – Mixt      | Sem Verbeek Kateřina Siniaková 7–6(7–3), 7–6(7–3)  | Joe Salisbury Luisa Stefani                 | Arina Sabalenka Belinda Bencic               | Laura Siegemund A. Pavliuchenkova Mirra Andreeva Liudmila Samsonova   |

### Iulie
| Săptămâna | Turneu                                                                                               | Campioni                                         | Finaliști                          | Semifinaliști                     | Sfertfinaliști                                                         |
| --------- | --- | ------------------------------------------------ | ---------------------------------- | --------------------------------- | ---------------------------------------------------------------------- |
| 14 iul    | Iași Open Iași, Romania WTA 250 Zgură – 275.094 $ – 32S/24Q/16D Simplu – Dublu                       | Irina-Camelia Begu 6–0, 7–5                      | Jil Teichmann                      | Sorana Cîrstea Jaqueline Cristian | María Lourdes Carlé Simona Waltert Anna Sisková Panna Udvardy          |
| 14 iul    | Iași Open Iași, Romania WTA 250 Zgură – 275.094 $ – 32S/24Q/16D Simplu – Dublu                       | Veronika Erjavec Panna Udvardy 7–5, 6–3          | María Lourdes Carlé Simona Waltert | Sorana Cîrstea Jaqueline Cristian | María Lourdes Carlé Simona Waltert Anna Sisková Panna Udvardy          |
| 14 iul    | Hamburg European Open Hamburg, Germania WTA 250 Zgură – 275.094 $ – 32S/24Q/16D Simplu – Dublu       | Loïs Boisson 7–5, 6–3                            | Anna Bondár                        | Kaja Juvan Daiana Iastremska      | Ekaterina Alexandrova Leyre Romero Gormaz Viktoriya Tomova Dalma Gálfi |
| 14 iul    | Hamburg European Open Hamburg, Germania WTA 250 Zgură – 275.094 $ – 32S/24Q/16D Simplu – Dublu       | Nadiia Kichenok Makoto Ninomiya 6–4, 3–6, [11–9] | Anna Bondár Arantxa Rus            | Kaja Juvan Daiana Iastremska      | Ekaterina Alexandrova Leyre Romero Gormaz Viktoriya Tomova Dalma Gálfi |
| 21 iul    | Washington Open Washington DC, Statele Unite WTA 500 Hard – 1.282.951 $ – 28S/24Q/16D Simplu – Dublu | Leylah Fernandez 6–1, 6–2                        | Anna Kalinskaya                    | Elena Rîbakina Emma Răducanu      | Taylor Townsend Magdalena Fręch Clara Tauson Maria Sakkari             |
| 21 iul    | Washington Open Washington DC, Statele Unite WTA 500 Hard – 1.282.951 $ – 28S/24Q/16D Simplu – Dublu | Taylor Townsend Zhang Shuai 6–1, 6–1             | Caroline Dolehide Sofia Kenin      | Elena Rîbakina Emma Răducanu      | Taylor Townsend Magdalena Fręch Clara Tauson Maria Sakkari             |
| 21 iul    | Praga Open Praga, Republica Cehă WTA 250 Hard – 275.094 $ – 32S/24Q/16D Simplu – Dublu               | Marie Bouzková 2–6, 6–1, 6–3                     | Linda Nosková                      | Wang Xinyu Tereza Valentová       | Kateřina Siniaková Sára Bejlek Ann Li Jessika Ponchet                  |
| 21 iul    | Praga Open Praga, Republica Cehă WTA 250 Hard – 275.094 $ – 32S/24Q/16D Simplu – Dublu               | Nadiia Kichenok Makoto Ninomiya 1–6, 6–4, [10–7] | Lucie Havlíčková Laura Samson      | Wang Xinyu Tereza Valentová       | Kateřina Siniaková Sára Bejlek Ann Li Jessika Ponchet                  |
| 28 iul    | Canadian Open Montreal, Canada WTA 1000 Hard – 5.152.599 $ – 96S/48Q/32D Simplu – Dublu              | Victoria Mboko 2–6, 6–4, 6–1                     | Naomi Osaka                        | Elena Rîbakina Clara Tauson       | JB Maneiro Marta Kostiuk Elina Svitolina Madison Keys                  |
| 28 iul    | Canadian Open Montreal, Canada WTA 1000 Hard – 5.152.599 $ – 96S/48Q/32D Simplu – Dublu              | Coco Gauff McCartney Kessler 6–4, 1–6, [13–11]   | Taylor Townsend Zhang Shuai        | Elena Rîbakina Clara Tauson       | JB Maneiro Marta Kostiuk Elina Svitolina Madison Keys                  |

### August
| Săptămâna    | Turneu                                                                                              | Campioni                                   | Finaliști                  | Semifinaliști                       | Sfertfinaliști                                              |
| ------------ | --------------------------------------------------------------------------------------------------- | ------------------------------------------ | -------------------------- | ----------------------------------- | ----------------------------------------------------------- |
| 4 aug 11 aug | Cincinnati Open Mason, Statele Unite WTA 1000 Hard – 5.152.599 $ – 96S/48Q/32D Simplu – Dublu       | Iga Świątek 7–5, 6–4                       | Jasmine Paolini            | Elena Rîbakina Veronika Kudermetova | Arina Sabalenka Anna Kalinskaia Varvara Gracheva Coco Gauff |
| 4 aug 11 aug | Cincinnati Open Mason, Statele Unite WTA 1000 Hard – 5.152.599 $ – 96S/48Q/32D Simplu – Dublu       | Gabriela Dabrowski Erin Routliffe 6–4, 6–3 | Guo Hanyu Alexandra Panova | Elena Rîbakina Veronika Kudermetova | Arina Sabalenka Anna Kalinskaia Varvara Gracheva Coco Gauff |
| 18 aug       | Monterrey Open Monterrey, Mexic WTA 500 Hard – $ – 28S/24Q/16D Simplu – Dublu                       | · vs. ·                                    | · vs. ·                    | ·                                   | ·                                                           |
| 18 aug       | Monterrey Open Monterrey, Mexic WTA 500 Hard – $ – 28S/24Q/16D Simplu – Dublu                       | / · vs. · /                                |                            | ·                                   | ·                                                           |
| 18 aug       | Tennis in the Land, Cleveland, Statele Unite WTA 250 Hard – 275.094 $ – 32S/24Q/16D Simplu – Dublu  | · vs. ·                                    | · vs. ·                    | ·                                   | ·                                                           |
| 18 aug       | Tennis in the Land, Cleveland, Statele Unite WTA 250 Hard – 275.094 $ – 32S/24Q/16D Simplu – Dublu  | / · vs. · /                                |                            | ·                                   | ·                                                           |
| 25 aug 1 sep | US Open New York, Statele Unite Grand Slam Hard – 45.000.000 $ – 128S/64D/32X Simplu – Dublu – Mixt | · vs. ·                                    | · vs. ·                    | ·                                   | ·                                                           |
| 25 aug 1 sep | US Open New York, Statele Unite Grand Slam Hard – 45.000.000 $ – 128S/64D/32X Simplu – Dublu – Mixt | / · vs. · /                                |                            | ·                                   | ·                                                           |

### Septembrie
| Săptămâna     | Turneu                                                                            | Campioni    | Finaliști | Semifinaliști | Sfertfinaliști |
| ------------- | --------------------------------------------------------------------------------- | ----------- | --------- | ------------- | -------------- |
| 8 sep         | Guadalajara Open Guadalajara, Mexic WTA 500 Hard – $ – 28S/24Q/16D Simplu – Dublu | · vs. ·     | · vs. ·   | ·             | ·              |
| 8 sep         | Guadalajara Open Guadalajara, Mexic WTA 500 Hard – $ – 28S/24Q/16D Simplu – Dublu | / · vs. · / |           | ·             | ·              |
| 8 sep         | SP Open São Paulo, Brazilia WTA 250 Hard – $ – 32S/24Q/16D Simplu – Dublu         | · vs. ·     | · vs. ·   | ·             | ·              |
| 8 sep         | SP Open São Paulo, Brazilia WTA 250 Hard – $ – 32S/24Q/16D Simplu – Dublu         | / · vs. · / |           | ·             | ·              |
| 15 sep        | Turneul final al Cupei Billie Jean King Shenzhen, China Hard (i) – 8 echipe       | · vs. ·     | · vs. ·   | ·             | ·              |
| 15 sep        | Korea Open Seul, Coreea de Sud WTA 500 Hard – $ – 28S/24Q/16D Simplu – Dublu      | · vs. ·     | · vs. ·   | ·             | ·              |
| 15 sep        | Korea Open Seul, Coreea de Sud WTA 500 Hard – $ – 28S/24Q/16D Simplu – Dublu      | / · vs. · / |           | ·             | ·              |
| 22 sep 29 sep | China Open Beijing, China WTA 1000 Hard – $ – 96S/48Q/32D Simplu – Dublu          | · vs. ·     | · vs. ·   | ·             | ·              |
| 22 sep 29 sep | China Open Beijing, China WTA 1000 Hard – $ – 96S/48Q/32D Simplu – Dublu          | / · vs. · / |           | ·             | ·              |

### Octombrie
| Săptămâna | Turneu                                                                        | Campioni    | Finaliști | Semifinaliști | Sfertfinaliști |
| --------- | ----------------------------------------------------------------------------- | ----------- | --------- | ------------- | -------------- |
| 6 oct     | Wuhan Open Wuhan, China WTA 1000 Hard – $ – 56S/24Q/28D Simplu – Dublu        | · vs. ·     | · vs. ·   | ·             | ·              |
| 6 oct     | Wuhan Open Wuhan, China WTA 1000 Hard – $ – 56S/24Q/28D Simplu – Dublu        | / · vs. · / |           | ·             | ·              |
| 13 oct    | Ningbo Open Ningbo, China WTA 500 Hard – $ – 28S/24Q/16D Simplu – Dublu       | · vs. ·     | · vs. ·   | ·             | ·              |
| 13 oct    | Ningbo Open Ningbo, China WTA 500 Hard – $ – 28S/24Q/16D Simplu – Dublu       | / · vs. · / |           | ·             | ·              |
| 13 oct    | Japan Open Osaka, Japonia WTA 250 Hard – $ – 32S/24Q/16D Simplu – Dublu       | · vs. ·     | · vs. ·   | ·             | ·              |
| 13 oct    | Japan Open Osaka, Japonia WTA 250 Hard – $ – 32S/24Q/16D Simplu – Dublu       | / · vs. · / |           | ·             | ·              |
| 20 oct    | Pan Pacific Open Tokyo, Japonia WTA 500 Hard – $ – 28S/24Q/16D Simplu – Dublu | · vs. ·     | · vs. ·   | ·             | ·              |
| 20 oct    | Pan Pacific Open Tokyo, Japonia WTA 500 Hard – $ – 28S/24Q/16D Simplu – Dublu | / · vs. · / |           | ·             | ·              |
| 20 oct    | Guangzhou Open Guangzhou, China WTA 250 Hard – $ – 32S/24Q/16D Simplu – Dublu | · vs. ·     | · vs. ·   | ·             | ·              |
| 20 oct    | Guangzhou Open Guangzhou, China WTA 250 Hard – $ – 32S/24Q/16D Simplu – Dublu | / · vs. · / |           | ·             | ·              |
| 27 oct    | Hong Kong Open Hong Kong, China WTA 250 Hard – $ – 32S/24Q/16D Simplu – Dublu | · vs. ·     | · vs. ·   | ·             | ·              |
| 27 oct    | Hong Kong Open Hong Kong, China WTA 250 Hard – $ – 32S/24Q/16D Simplu – Dublu | / · vs. · / |           | ·             | ·              |
| 27 oct    | Jiangxi Open Jiujiang, China WTA 250 Hard – $ – 32S/24Q/16D Simplu – Dublu    | · vs. ·     | · vs. ·   | ·             | ·              |
| 27 oct    | Jiangxi Open Jiujiang, China WTA 250 Hard – $ – 32S/24Q/16D Simplu – Dublu    | / · vs. · / |           | ·             | ·              |

### Noiembrie
| Săptămâna | Turneu                                                                                     | Campioni    | Finaliști | Semifinaliști | Sfertfinaliști |
| --------- | ------------------------------------------------------------------------------------------ | ----------- | --------- | ------------- | -------------- |
| 3 nov     | WTA Finals Riad, Arabia Saudită Year-end championships Hard (i) – $ – 8S/8D Simplu – Dublu | · vs. ·     | · vs. ·   | ·             | ·              |
| 3 nov     | WTA Finals Riad, Arabia Saudită Year-end championships Hard (i) – $ – 8S/8D Simplu – Dublu | / · vs. · / |           | ·             | ·              |

## Informații statistice
Aceste tabele prezintă numărul de titluri de simplu (S), dublu (D) și dublu mixt (X) câștigate de fiecare jucătoare și fiecare țară în timpul sezonului, în cadrul tuturor categoriilor de turnee ale turneului WTA 2023: turneele de Grand Slam, Turneul Campionelor, WTA Elite Trophy, WTA Premier tournaments  (WTA 1000 și WTA 500) și WTA 250. Jucătorele/țările sunt sortate după:
1. Numărul total de titluri (un titlu de dublu câștigat de doi jucători care reprezintă aceeași țară reprezintă o singură victorie pentru țară);
2. Importanța cumulată a acestor titluri (o victorie de Grand Slam egal cu două victorii WTA 1000, o victorie la Finală WTA egală cu o victorie și jumătate WTA 1000, o victorie  WTA 1000 egală cu două victorii de WTA 500, o victorie WTA 500 egală cu două victorii WTA 250);
3. Ierarhie simplu > dublu > dublu mixt;
4. Ordine alfabetică (după numele de familie a jucătoarei).

### Legendă
| Turnee de Grand Slam |
| Turneul Campioanelor |
| WTA 1000             |
| WTA 500              |
| WTA 250              |

### Titluri câștigate per jucător
| Total | Jucătoare                 | Grand Slam | Grand Slam | Grand Slam | Finala WTA | Finala WTA | WTA 1000 | WTA 1000 | WTA 1000 | WTA 500 | WTA 500 | WTA 250 | WTA 250 | Total | Total | Total |
| Total | Jucătoare                 | S          | D          | X          | S          | D          | S        | D        | X        | S       | D       | S       | D       | S     | D     | X     |
| ----- | ------------------------- | ---------- | ---------- | ---------- | ---------- | ---------- | -------- | -------- | -------- | ------- | ------- | ------- | ------- | ----- | ----- | ----- |
| 5     | Sara Errani (ITA)         |            | ●          | ●          |            |            |          | ●        | ●        |         |         |         |         | 0     | 3     | 2     |
| 4     | Jasmine Paolini (ITA)     |            | ●          |            |            |            | ●        | ●        |          |         |         |         |         | 1     | 3     | 0     |
| 4     | Mirra Andreeva            |            |            |            |            |            | ●        | ●        |          |         | ●       |         |         | 2     | 2     | 0     |
| 3     | Kateřina Siniaková (CZE)  |            | ●          | ●          |            |            |          | ●        |          |         |         |         |         | 0     | 2     | 1     |
| 3     | Taylor Townsend (USA)     |            | ●          |            |            |            |          | ●        |          |         | ●       |         |         | 0     | 3     | 0     |
| 3     | Elise Mertens (BEL)       |            | ●          |            |            |            |          |          |          |         |         | ●       |         | 2     | 1     | 0     |
| 3     | Arina Sabalenka           |            |            |            |            |            | ●        |          |          | ●       |         |         |         | 3     | 0     | 0     |
| 3     | Erin Routliffe (NZL)      |            |            |            |            |            |          | ●        |          |         | ●       |         |         | 0     | 3     | 0     |
| 3     | McCartney Kessler (USA)   |            |            |            |            |            |          | ●        |          |         |         | ●       |         | 2     | 1     | 0     |
| 2     | Madison Keys (USA)        | ●          |            |            |            |            |          |          |          | ●       |         |         |         | 2     | 0     | 0     |
| 2     | Gabriela Dabrowski (CAN)  |            |            |            |            |            |          | ●        |          |         | ●       |         |         | 0     | 2     | 0     |
| 2     | Asia Muhammad (USA)       |            |            |            |            |            |          | ●        |          |         | ●       |         |         | 0     | 2     | 0     |
| 2     | Demi Schuurs (NED)        |            |            |            |            |            |          | ●        |          |         | ●       |         |         | 0     | 2     | 0     |
| 2     | Diana Shnaider            |            |            |            |            |            |          | ●        |          |         | ●       |         |         | 0     | 2     | 0     |
| 2     | Tímea Babos (HUN)         |            |            |            |            |            |          |          |          |         | ●       |         |         | 0     | 2     | 0     |
| 2     | Guo Hanyu (CHN)           |            |            |            |            |            |          |          |          |         | ●       |         |         | 0     | 2     | 0     |
| 2     | Alexandra Panova          |            |            |            |            |            |          |          |          |         | ●       |         |         | 0     | 2     | 0     |
| 2     | Jeļena Ostapenko (LAT)    |            |            |            |            |            |          |          |          |         | ●       |         |         | 0     | 2     | 0     |
| 3     | Jessica Pegula (USA)      |            |            |            |            |            |          |          |          | ●       |         | ●       |         | 3     | 0     | 0     |
| 3     | Maya Joint (AUS)          |            |            |            |            |            |          |          |          |         |         | ●       | ●       | 2     | 1     | 0     |
| 2     | Iga Świątek (POL)         | ●          |            |            |            |            | ●        |          |          |         |         |         |         | 2     | 0     | 0     |
| 2     | Coco Gauff (USA)          | ●          |            |            |            |            |          | ●        |          |         |         |         |         | 1     | 1     | 0     |
| 1     | Irina-Camelia Begu (ROU)  |            |            |            |            |            |          |          |          |         |         | ●       |         | 1     | 0     | 0     |
| 1     | Loïs Boisson (FRA)        |            |            |            |            |            |          |          |          |         |         | ●       |         | 1     | 0     | 0     |
| 1     | Marie Bouzková (CZE)      |            |            |            |            |            |          |          |          |         |         | ●       |         | 1     | 0     | 0     |
| 2     | Luisa Stefani (BRA)       |            |            |            |            |            |          |          |          |         | ●       |         |         | 0     | 2     | 0     |
| 2     | Jiang Xinyu (CHN)         |            |            |            |            |            |          |          |          |         |         |         | ●       | 0     | 2     | 0     |
| 2     | Nadiia Kichenok (UKR)     |            |            |            |            |            |          |          |          |         |         |         | ●       | 0     | 2     | 0     |
| 2     | Makoto Ninomiya (JPN)     |            |            |            |            |            |          |          |          |         |         |         | ●       | 0     | 2     | 0     |
| 2     | Wu Fang-hsien (TPE)       |            |            |            |            |            |          |          |          |         |         |         | ●       | 0     | 2     | 0     |
| 1     | Veronika Kudermetova      |            | ●          |            |            |            |          |          |          |         |         |         |         | 0     | 1     | 0     |
| 1     | Olivia Gadecki (AUS)      |            |            | ●          |            |            |          |          |          |         |         |         |         | 0     | 0     | 1     |
| 1     | Amanda Anisimova (USA)    |            |            |            |            |            | ●        |          |          |         |         |         |         | 1     | 0     | 0     |
| 1     | Victoria Mboko (CAN)      |            |            |            |            |            | ●        |          |          |         |         |         |         | 1     | 0     | 0     |
| 1     | Sorana Cîrstea (ROU)      |            |            |            |            |            |          | ●        |          |         |         |         |         | 0     | 1     | 0     |
| 1     | Anna Kalinskaia           |            |            |            |            |            |          | ●        |          |         |         |         |         | 0     | 1     | 0     |
| 1     | Ekaterina Alexandrova     |            |            |            |            |            |          |          |          | ●       |         |         |         | 1     | 0     | 0     |
| 1     | Belinda Bencic (SUI)      |            |            |            |            |            |          |          |          | ●       |         |         |         | 1     | 0     | 0     |
| 1     | Leylah Fernandez (CAN)    |            |            |            |            |            |          |          |          | ●       |         |         |         | 1     | 0     | 0     |
| 1     | Tatjana Maria (GER)       |            |            |            |            |            |          |          |          | ●       |         |         |         | 1     | 0     | 0     |
| 1     | Emma Navarro (USA)        |            |            |            |            |            |          |          |          | ●       |         |         |         | 1     | 0     | 0     |
| 1     | Elena Rîbakina (KAZ)      |            |            |            |            |            |          |          |          | ●       |         |         |         | 1     | 0     | 0     |
| 1     | Markéta Vondroušová (CZE) |            |            |            |            |            |          |          |          | ●       |         |         |         | 1     | 0     | 0     |
| 1     | Tereza Mihalíková (SVK)   |            |            |            |            |            |          |          |          |         | ●       |         |         | 0     | 1     | 0     |
| 1     | Olivia Nicholls (GBR)     |            |            |            |            |            |          |          |          |         | ●       |         |         | 0     | 1     | 0     |
| 1     | Ellen Perez (AUS)         |            |            |            |            |            |          |          |          |         | ●       |         |         | 0     | 1     | 0     |
| 1     | Katarzyna Piter (POL)     |            |            |            |            |            |          |          |          |         | ●       |         |         | 0     | 1     | 0     |
| 1     | Mayar Sherif (EGY)        |            |            |            |            |            |          |          |          |         | ●       |         |         | 0     | 1     | 0     |
| 1     | Zhang Shuai (CHN)         |            |            |            |            |            |          |          |          |         | ●       |         |         | 0     | 1     | 0     |
| 1     | Camila Osorio (COL)       |            |            |            |            |            |          |          |          |         |         | ●       |         | 1     | 0     | 0     |
| 1     | Anastasia Potapova        |            |            |            |            |            |          |          |          |         |         | ●       |         | 1     | 0     | 0     |
| 1     | Elina Svitolina (UKR)     |            |            |            |            |            |          |          |          |         |         | ●       |         | 1     | 0     | 0     |
| 1     | Clara Tauson (DEN)        |            |            |            |            |            |          |          |          |         |         | ●       |         | 1     | 0     | 0     |
| 1     | Anna Blinkova             |            |            |            |            |            |          |          |          |         |         |         | ●       | 0     | 1     | 0     |
| 1     | Marie Bouzková (CZE)      |            |            |            |            |            |          |          |          |         |         |         | ●       | 0     | 1     | 0     |
| 1     | Cristina Bucșa (ESP)      |            |            |            |            |            |          |          |          |         |         |         | ●       | 0     | 1     | 0     |
| 1     | Anna Danilina (KAZ)       |            |            |            |            |            |          |          |          |         |         |         | ●       | 0     | 1     | 0     |
| 1     | Veronika Erjavec (SLO)    |            |            |            |            |            |          |          |          |         |         |         | ●       | 0     | 1     | 0     |
| 1     | Beatriz Haddad Maia (BRA) |            |            |            |            |            |          |          |          |         |         |         | ●       | 0     | 1     | 0     |
| 1     | Oksana Kalashnikova (GEO) |            |            |            |            |            |          |          |          |         |         |         | ●       | 0     | 1     | 0     |
| 1     | Magali Kempen (BEL)       |            |            |            |            |            |          |          |          |         |         |         | ●       | 0     | 1     | 0     |
| 1     | Irina Khromacheva         |            |            |            |            |            |          |          |          |         |         |         | ●       | 0     | 1     | 0     |
| 1     | Desirae Krawczyk (USA)    |            |            |            |            |            |          |          |          |         |         |         | ●       | 0     | 1     | 0     |
| 1     | Aleksandra Krunić (SRB)   |            |            |            |            |            |          |          |          |         |         |         | ●       | 0     | 1     | 0     |
| 1     | Giuliana Olmos (MEX)      |            |            |            |            |            |          |          |          |         |         |         | ●       | 0     | 1     | 0     |
| 1     | Sabrina Santamaria (USA)  |            |            |            |            |            |          |          |          |         |         |         | ●       | 0     | 1     | 0     |
| 1     | Laura Siegemund (GER)     |            |            |            |            |            |          |          |          |         |         |         | ●       | 0     | 1     | 0     |
| 1     | Anna Sisková (CZE)        |            |            |            |            |            |          |          |          |         |         |         | ●       | 0     | 1     | 0     |
| 1     | Sara Sorribes Tormo (ESP) |            |            |            |            |            |          |          |          |         |         |         | ●       | 0     | 1     | 0     |
| 1     | Fanny Stollár (HUN)       |            |            |            |            |            |          |          |          |         |         |         | ●       | 0     | 1     | 0     |
| 1     | Panna Udvardy (HUN)       |            |            |            |            |            |          |          |          |         |         |         | ●       | 0     | 1     | 0     |
| 1     | Yuan Yue (CHN)            |            |            |            |            |            |          |          |          |         |         |         | ●       | 0     | 1     | 0     |

### Titluri câștigate per țară
| Total | Țară                  | Grand Slam | Grand Slam | Grand Slam | Finala WTA | Finala WTA | WTA 1000 | WTA 1000 | WTA 1000 | WTA 500 | WTA 500 | WTA 250 | WTA 250 | Total | Total | Total |
| Total | Țară                  | S          | D          | X          | S          | D          | S        | D        | X        | S       | D       | S       | D       | S     | D     | X     |
| ----- | --------------------- | ---------- | ---------- | ---------- | ---------- | ---------- | -------- | -------- | -------- | ------- | ------- | ------- | ------- | ----- | ----- | ----- |
| 18    | Statele Unite (USA)   | 2          | 1          |            |            |            | 1        | 3        |          | 4       | 2       | 3       | 2       | 10    | 8     | 0     |
| 7     | Cehia (CZE)           |            | 1          | 1          |            |            |          | 1        |          | 1       |         | 1       | 2       | 2     | 4     | 1     |
| 6     | Italia (ITA)          |            | 1          | 1          |            |            | 1        | 2        | 1        |         |         |         |         | 1     | 3     | 2     |
| 6     | China (CHN)           |            |            |            |            |            |          |          |          |         | 3       |         | 3       | 0     | 6     | 0     |
| 5     | Australia (AUS)       |            |            | 1          |            |            |          |          |          |         | 1       | 2       | 1       | 2     | 2     | 1     |
| 4     | Belgia (BEL)          |            | 1          |            |            |            |          |          |          |         |         | 2       | 1       | 2     | 2     | 0     |
| 4     | Canada (CAN)          |            |            |            |            |            | 1        | 1        |          | 1       | 1       |         |         | 2     | 2     | 0     |
| 4     | Ungaria (HUN)         |            |            |            |            |            |          |          |          |         | 2       |         | 2       | 0     | 4     | 0     |
| 3     | Polonia (POL)         | 1          |            |            |            |            | 1        |          |          |         | 1       |         |         | 2     | 1     | 0     |
| 3     | Noua Zeelandă (NZL)   |            |            |            |            |            |          | 1        |          |         | 2       |         |         | 0     | 3     | 0     |
| 3     | Letonia (LAT)         |            |            |            |            |            |          |          |          | 1       | 2       |         |         | 1     | 2     | 0     |
| 3     | Brazilia (BRA)        |            |            |            |            |            |          |          |          |         | 2       |         | 1       | 0     | 3     | 0     |
| 3     | Ucraina (UKR)         |            |            |            |            |            |          |          |          |         |         | 1       | 2       | 1     | 2     | 0     |
| 2     | Țările de Jos (NED)   |            |            |            |            |            |          | 1        |          |         | 1       |         |         | 0     | 2     | 0     |
| 2     | România (ROU)         |            |            |            |            |            |          | 1        |          |         |         | 1       |         | 1     | 1     | 0     |
| 2     | Germania (GER)        |            |            |            |            |            |          |          |          | 1       |         |         | 1       | 1     | 1     | 0     |
| 2     | Kazahstan (KAZ)       |            |            |            |            |            |          |          |          | 1       |         |         | 1       | 1     | 1     | 0     |
| 2     | Taipeiul Chinez (TPE) |            |            |            |            |            |          |          |          |         |         |         | 2       | 0     | 2     | 0     |
| 2     | Japonia (JPN)         |            |            |            |            |            |          |          |          |         |         |         | 2       | 0     | 2     | 0     |
| 1     | Elveția (SUI)         |            |            |            |            |            |          |          |          | 1       |         |         |         | 1     | 0     | 0     |
| 1     | Egipt (EGY)           |            |            |            |            |            |          |          |          |         | 1       |         |         | 0     | 1     | 0     |
| 1     | Marea Britanie (GBR)  |            |            |            |            |            |          |          |          |         | 1       |         |         | 0     | 1     | 0     |
| 1     | Slovacia (SVK)        |            |            |            |            |            |          |          |          |         | 1       |         |         | 0     | 1     | 0     |
| 1     | Columbia (COL)        |            |            |            |            |            |          |          |          |         |         | 1       |         | 1     | 0     | 0     |
| 1     | Danemarca (DEN)       |            |            |            |            |            |          |          |          |         |         | 1       |         | 1     | 0     | 0     |
| 1     | Franța (FRA)          |            |            |            |            |            |          |          |          |         |         | 1       |         | 1     | 0     | 0     |
| 1     | Georgia (GEO)         |            |            |            |            |            |          |          |          |         |         |         | 1       | 0     | 1     | 0     |
| 1     | Mexic (MEX)           |            |            |            |            |            |          |          |          |         |         |         | 1       | 0     | 1     | 0     |
| 1     | Serbia (SRB)          |            |            |            |            |            |          |          |          |         |         |         | 1       | 0     | 1     | 0     |
| 1     | Slovenia (SLO)        |            |            |            |            |            |          |          |          |         |         |         | 1       | 0     | 1     | 0     |
| 1     | Spania (ESP)          |            |            |            |            |            |          |          |          |         |         |         | 1       | 0     | 1     | 0     |

### Informații despre titluri
Următoarele jucătoare au câștigat primul lor titlu din circuitul principal la simplu, dublu sau dublu mixt:
Simplu
- Maya Joint – Rabat (tablou principal)
- Loïs Boisson – Hamburg (tablou principal)
- Victoria Mboko – Montreal (tablou principal)

Dublu
- Mirra Andreeva – Brisbane (tablou principal)
- Diana Shnaider – Brisbane (tablou principal)
- Magali Kempen – Cluj-Napoca (tablou principal)
- Anna Sisková – Cluj-Napoca (tablou principal)
- Maya Joint – Rabat (tablou principal)
- Veronika Erjavec – Iași (tablou principal)
- Panna Udvardy – Iași (tablou principal)
- McCartney Kessler – Montreal (tablou principal)

Mixt
- Olivia Gadecki – Australian Open (tablou principal)

### Cel mai bun clasament
Următoarele jucătoare și-au atins cea mai înaltă poziție în clasament din carieră în acest sezon în top 50 (jucătoarele care și-au făcut debutul în top 10 sunt indicate cu caractere îngroșate):
Simplu
- Donna Vekić  (a ajuns pe locul Nr. 18 la 27 ianuarie)
- Iulia Putințeva  (a ajuns pe locul Nr. 20 la 27 ianuarie)
- Madison Keys (a ajuns pe locul Nr. 5 la 24 februarie)
- Elina Avanesyan  (a ajuns pe locul Nr. 36 la 17 martie)
- Diana Shnaider (a ajuns pe locul Nr. 11 la 5 mai)
- Moyuka Uchijima  (a ajuns pe locul Nr. 47 la 5 mai)
- Amanda Anisimova (a ajuns pe locul Nr. 15 la 9 iunie)
- Jaqueline Cristian (a ajuns pe locul Nr. 49 la 9 iunie)
- McCartney Kessler (a ajuns pe locul Nr. 30 la 30 iunie)
- Mirra Andreeva (a ajuns pe locul Nr. 5 la 14 iulie)
- Amanda Anisimova (a ajuns pe locul Nr. 7 la 14 iulie)
- Linda Nosková (a ajuns pe locul Nr. 23 la 14 iulie)
- Ashlyn Krueger (a ajuns pe locul Nr. 29 la 14 iulie)
- Olga Danilović (a ajuns pe locul Nr. 32 la 14 iulie)
- Rebecca Šramková (a ajuns pe locul Nr. 33 la 14 iulie)
- Tatjana Maria (a ajuns pe locul Nr. 36 la 14 iulie)
- Maya Joint (a ajuns pe locul Nr. 37 la 14 iulie)
- Sonay Kartal (a ajuns pe locul Nr. 44 la 14 iulie)
- Hailey Baptiste (a ajuns pe locul Nr. 48 la 14 iulie)
- Loïs Boisson (a ajuns pe locul Nr. 44 la 21 iulie)
- Clara Tauson (a ajuns pe locul Nr. 15 la 11 august)
- Victoria Mboko (a ajuns pe locul Nr. 24 la 11 august)
- Jéssica Bouzas Maneiro (a ajuns pe locul Nr. 42 la 11 august)
- Guo Hanyu (a ajuns pe locul Nr. 20 la 18 august)
- Alexandra Panova (a ajuns pe locul Nr. 22 la 18 august)
- Peyton Stearns (a ajuns pe locul Nr. 50 la 18 august)

Dublu
- Sofia Kenin (a ajuns pe locul Nr. 21 la 27 ianuarie)
- Irina Khromacheva (a ajuns pe locul Nr. 14 la 3 martie)
- Asia Muhammad (a ajuns pe locul Nr. 8 la 17 martie)
- Diana Shnaider (a ajuns pe locul Nr. 9 la 26 mai)
- Jiang Xinyu (a ajuns pe locul Nr. 27 la 9 iunie)
- Wu Fang-hsien (a ajuns pe locul Nr. 28 la 9 iunie)
- Katarzyna Piter (a ajuns pe locul Nr. 49 la 9 iunie)
- Olivia Nicholls (a ajuns pe locul Nr. 23 la 23 iunie)
- Tereza Mihalíková (a ajuns pe locul Nr. 27 la 23 iunie)
- Jasmine Paolini (a ajuns pe locul Nr. 4 la 30 iunie)
- Anna Danilina (a ajuns pe locul Nr. 8 la 30 iunie)
- Mirra Andreeva (a ajuns pe locul Nr. 13 la 30 iunie)
- Jeļena Ostapenko (a ajuns pe locul Nr. 3 la 14 iulie)
- Liudmila Samsonova (a ajuns pe locul Nr. 38 la 14 iulie)
- Fanny Stollár (a ajuns pe locul Nr. 42 la 14 iulie)
- Taylor Townsend (a ajuns pe locul Nr. 1 la 28 iulie)
- Anna Kalinskaia (a ajuns pe locul Nr. 37 la 11 august)
- Ekaterina Alexandrova (a ajuns pe locul Nr. 45 la 11 august)
- Guo Hanyu (a ajuns pe locul Nr. 20 la 18 august)
- Alexandra Panova (a ajuns pe locul Nr. 22 la 18 august)
- Peyton Stearns (a ajuns pe locul Nr. 50 la 18 august)

## Clasament WTA
Acestea sunt clasamentele WTA ale primelor 20 de jucătoare de simplu și dublu la data actuală a sezonului 2025.
| Clasament WTA (simplu), 18 august 2025 | Clasament WTA (simplu), 18 august 2025 | Clasament WTA (simplu), 18 august 2025 | Clasament WTA (simplu), 18 august 2025 | Clasament WTA (simplu), 18 august 2025 |
| #                                      | Jucătoare                              | Puncte                                 | Mod.                                   |                                        |
| -------------------------------------- | -------------------------------------- | -------------------------------------- | -------------------------------------- | -------------------------------------- |
| 1                                      | Arina Sabalenka                        | 11,225                                 | ▬                                      |                                        |
| 2                                      | Iga Świątek (POL)                      | 7,933                                  | ▲ 1                                    |                                        |
| 3                                      | Coco Gauff (USA)                       | 7,874                                  | ▼ 1                                    |                                        |
| 4                                      | Jessica Pegula (USA)                   | 4,093                                  | ▬                                      |                                        |
| 5                                      | Mirra Andreeva                         | 4,733                                  | ▬                                      |                                        |
| 6                                      | Madison Keys (USA)                     | 4,699                                  | ▬                                      |                                        |
| 7                                      | Zheng Qinwen (CHN)                     | 4,433                                  | ▬                                      |                                        |
| 8                                      | Jasmine Paolini (ITA)                  | 4,116                                  | ▲ 1                                    |                                        |
| 9                                      | Amanda Anisimova (USA)                 | 3,869                                  | ▼ 1                                    |                                        |
| 10                                     | Elena Rîbakina (KAZ)                   | 3,663                                  | ▬                                      |                                        |
| 11                                     | Emma Navarro (USA)                     | 3,095                                  | ▬                                      |                                        |
| 12                                     | Karolína Muchová (CZE)                 | 2,838                                  | ▲ 2                                    |                                        |
| 13                                     | Elina Svitolina (UKR)                  | 2,834                                  | ▬                                      |                                        |
| 14                                     | Ekaterina Alexandrova                  | 2,786                                  | ▲ 2                                    |                                        |
| 15                                     | Clara Tauson (DEN)                     | 2,726                                  | ▲ 4                                    |                                        |
| 16                                     | Paula Badosa (ESP)                     | 2,564                                  | ▼ 4                                    |                                        |
| 17                                     | Daria Kasatkina (AUS)                  | 2,361                                  | ▬                                      |                                        |
| 18                                     | Belinda Bencic (SUI)                   | 2,265                                  | ▲ 1                                    |                                        |
| 19                                     | Liudmila Samsonova                     | 2,166                                  | ▼ 1                                    |                                        |
| 20                                     | Beatriz Haddad Maia (BRA)              | 2,074                                  | ▲ 1                                    |                                        |

| Clasament WTA (dublu), 18 august 2025 | Clasament WTA (dublu), 18 august 2025 | Clasament WTA (dublu), 18 august 2025 | Clasament WTA (dublu), 18 august 2025 | Clasament WTA (dublu), 18 august 2025 |
| #                                     | Jucătoare                             | Puncte                                | Mod.                                  |                                       |
| ------------------------------------- | ------------------------------------- | ------------------------------------- | ------------------------------------- | ------------------------------------- |
| 1                                     | Taylor Townsend (USA)                 | 8,145                                 | ▬                                     |                                       |
| 2                                     | Kateřina Siniaková (CZE)              | 7,820                                 | ▬                                     |                                       |
| 3                                     | Jeļena Ostapenko (LAT)                | 7,440                                 | ▬                                     |                                       |
| 4                                     | Veronika Kudermetova                  | 6,435                                 | ▲ 1                                   |                                       |
| 5                                     | Sara Errani (ITA)                     | 6,370                                 | ▲ 1                                   |                                       |
| =                                     | Jasmine Paolini (ITA)                 | 6,370                                 | ▲ 1                                   |                                       |
| 7                                     | Erin Routliffe (NZL)                  | 6,155                                 | ▼ 3                                   |                                       |
| 8                                     | Zhang Shuai (CHN)                     | 5,340                                 | ▲ 4                                   |                                       |
| 9                                     | Diana Shnaider                        | 5,325                                 | ▬                                     |                                       |
| 10                                    | Anna Danilina (KAZ)                   | 5,180                                 | ▬                                     |                                       |
| 11                                    | Hsieh Su-wei (TPE)                    | 5,141                                 | ▲ 2                                   |                                       |
| 12                                    | Elise Mertens (BEL)                   | 4,838                                 | ▲ 2                                   |                                       |
| 13                                    | Gabriela Dabrowski (CAN)              | 4,798                                 | ▼ 5                                   |                                       |
| 14                                    | Asia Muhammad (USA)                   | 4,725                                 | ▼ 3                                   |                                       |
| 15                                    | Mirra Andreeva                        | 4,675                                 | ▬                                     |                                       |
| 16                                    | Lyudmyla Kichenok (UKR)               | 4,235                                 | ▬                                     |                                       |
| 17                                    | Irina Khromacheva                     | 3,958                                 | ▬                                     |                                       |
| 18                                    | Demi Schuurs (NED)                    | 3,905                                 | ▬                                     |                                       |
| 19                                    | Ellen Perez (AUS)                     | 3,840                                 | ▬                                     |                                       |
| 20                                    | Chan Hao-Ching (TPE)                  | 3,520                                 | ▲ 1                                   |                                       |

#### Jucătoare Nr. 1 la simplu
| Deținător       | Dată start          | Dată stop |
| --------------- | ------------------- | --------- |
| Arina Sabalenka | Finalul anului 2024 | prezent   |

#### Jucătoare Nr. 1 la dublu
| Deținător                | Dată start          | Dată stop     |
| ------------------------ | ------------------- | ------------- |
| Kateřina Siniaková (CZE) | Finalul anului 2024 | 27 iulie 2025 |
| Taylor Townsend (USA)    | 28 iulie 2025       | prezent       |

## Cele mai mari premii în bani în 2025
| Premii în US$ la data de 11 august 2025 | Premii în US$ la data de 11 august 2025 | Premii în US$ la data de 11 august 2025 | Premii în US$ la data de 11 august 2025 | Premii în US$ la data de 11 august 2025 | Premii în US$ la data de 11 august 2025 |
| #                                       | Jucătoare                               | Simplu                                  | Dublu                                   | Total în 2025                           |                                         |
| --------------------------------------- | --------------------------------------- | --------------------------------------- | --------------------------------------- | --------------------------------------- | --------------------------------------- |
| 1                                       | Iga Swiatek                             | $7,454,782                              | $0                                      | $7,454,782                              |                                         |
| 2                                       | Arina Sabalenka                         | $7,026,519                              | $0                                      | $7,026,519                              |                                         |
| 3                                       | Coco Gauff                              | $5,650,845                              | $188,940                                | $5,839,785                              |                                         |
| 4                                       | Mirra Andreeva                          | $3,579,307                              | $567,284                                | $4,146,591                              |                                         |
| 5                                       | Madison Keys                            | $3,878,209                              | $22,900                                 | $3,901,109                              |                                         |
| 6                                       | Amanda Anisimova                        | $3,543,357                              | $0                                      | $3,543,357                              |                                         |
| 7                                       | Jasmine Paolini                         | $2,664,524                              | $694,673                                | $3,359,197                              |                                         |
| 8                                       | Elena Rîbakina                          | $2,222,312                              | $16,470                                 | $2,238,782                              |                                         |
| 9                                       | Jessica Pegula                          | $2,061,525                              | $50,093                                 | $2,111,618                              |                                         |
| 10                                      | Elina Svitolina                         | $2,084,965                              | $0                                      | $2,084,965                              |                                         |

## Retrageri
Următoarea este o listă a jucătoarelor remarcabile (câștigătoare ale unui titlu din circuitul principal și/sau care au făcut parte din top 100 WTA la simplu sau top 100 la dublu, timp de cel puțin o săptămână) care și-au anunțat retragerea din tenisul profesionist, au devenit inactivi (după ce nu au jucat mai mult de 52 de săptămâni) sau au fost excluse definitiv din circuit în timpul sezonului 2025:

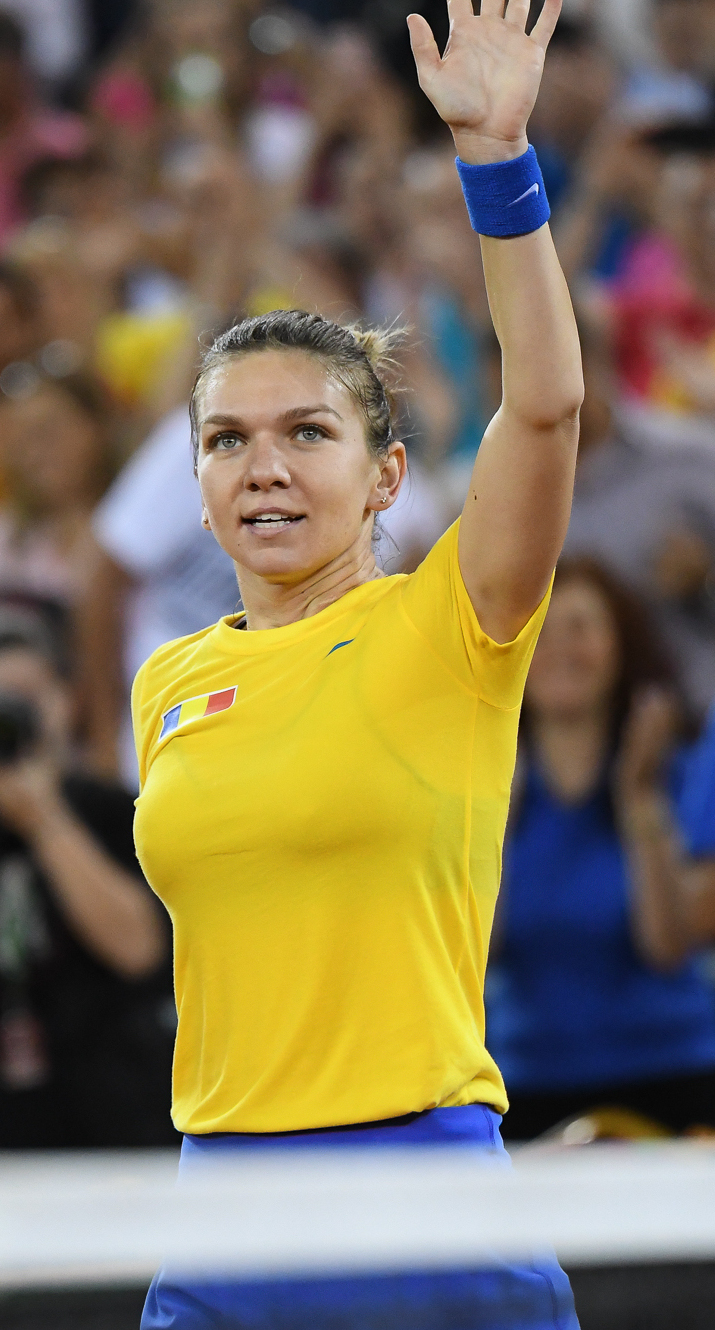
Simona Halep, fostă nr. 1 mondial la simplu

- Ysaline Bonaventure a intrat în circuitul profesionist în 2011 și a ajuns pe locul 81 la simplu în mai 2023 și pe locul 57 la dublu în februarie 2016. Ea a câștigat două titluri la dublu. Bonaventure s-a retras din tenisul profesionist în martie 2025, după o lungă încercare de recuperare după accidentare la genunchi. Ultima ei apariție a fost la Miami Open 2025.[6]
- Eugenie Bouchard a intrat în circuitul profesionist în 2009 și a atins cea mai bună clasare din carieră, locul 5 în proba de simplu, în octombrie 2014. A câștigat un titlu de simplu și unul de dublu în carieră. Bouchard și-a anunțat retragerea din tenisul profesionist în iulie 2025, turneul National Bank Open din Montreal din 2025 fiind ultimul din cariera sa.[7]
- Caroline Garcia s-a alăturat circuitului profesionist în 2011 și a ajuns pe locul 4 la simplu în septembrie 2018 și nr. 2 la dublu în octombrie 2016. Ea a câștigat unsprezece titluri la simplu (inclusiv Finala WTA din 2022) și opt titluri la dublu, inclusiv două titluri majore la dublu la Roland Garros 2017 și 2022. Garcia a anunțat pe 23 mai 2025 că se va retrage la sfârșitul sezonului 2025.[8]
- Simona Halep  și-a anunțat retragerea din tenisul profesionist la 4 februarie 2025, în urma înfrângerii din prima rundă în fața Luciei Bronzetti la Transylvania Open 2025. Halep a devenit profesionistă în 2006 și și-a făcut debutul în top 100 în iulie 2010. Ea este de două ori campioană de Grand Slam, după ce s-a impus la Roland Garros 2018 și la Wimbledon 2019, pe lângă faptul că este de trei ori finalistă de Grand Slam. De-a lungul carierei, ea a câștigat 24 de titluri la simplu și unul la dublu. În octombrie 2017, la vârsta de 26 de ani, a devenit a doua cea mai vârstnică jucătoare care a urcat pentru prima dată pe locul 1 mondial, poziție pe care a deținut-o timp de 64 de săptămâni, și a fost prima româncă care a deținut această poziție. Între ianuarie 2014 și iulie 2021, Halep a petrecut 373 de săptămâni consecutive clasată în top 10, devenind a opta cea mai lungă serie din istoria WTA. În 2022, Halep a fost depistată pozitiv pentru substanța interzisă roxadustat la US Open și a primit o interdicție de patru ani din sport în 2023 din partea Federației Internaționale de Tenis. Dar, în februarie 2024, ea a depus cu succes un apel la Curtea de Arbitraj Sportiv, reducându-și suspendarea la nouă luni, pe care s-a considerat că le-a executat. Halep a revenit pentru scurt timp în tenis, dar revenirea ei a fost întreruptă de numeroase accidentări, inclusiv dureri recurente la genunchi și umăr, toate acestea precedând retragerea ei din sport.[9][10][11]
- Michaëlla Krajicek a devenit profesionistă în 2003, atingând cele mai bune clasări din carieră, locul 30 la simplu în februarie 2008 și locul 23 la dublu în martie 2015. A câștigat 3 titluri la simplu și 5 la dublu. Krajicek și-a încheiat cariera cu o ceremonie de celebrare la 's-Hertogenbosch.[12]
- Petra Kvitová a intrat în circuitul profesionist în 2006 și a atins cea mai înaltă poziție în clasament, locul 2 la simplu, la 31 octombrie 2011. A câștigat 31 de titluri la simplu, inclusiv două titluri la Wimbledon. Kvitová și-a anunțat retragerea la 19 iunie 2025, US Open 2025 urmând să fie ultimul ei turneu.[13]
- Yanina Wickmayer a intrat în circuitul profesionist în 2004 și a ajuns pe locul 12 la simplu în aprilie 2010 și pe locul 61 la dublu în septembrie 2023. Ea a câștigat cinci titluri la simplu și patru la dublu. Wickmayer și-a anunțat retragerea din tenisul profesionist în mai 2025, ultimele sale apariții urmând să fie la Roland Garros și Wimbledon.[14]

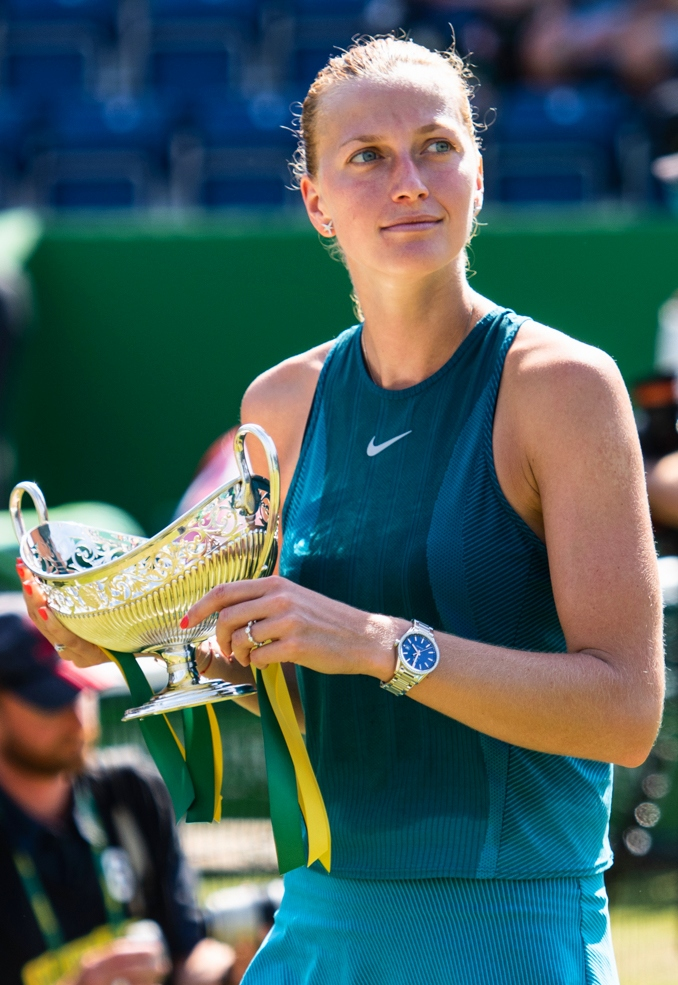
Petra Kvitová fostă nr. 2 mondial la simplu
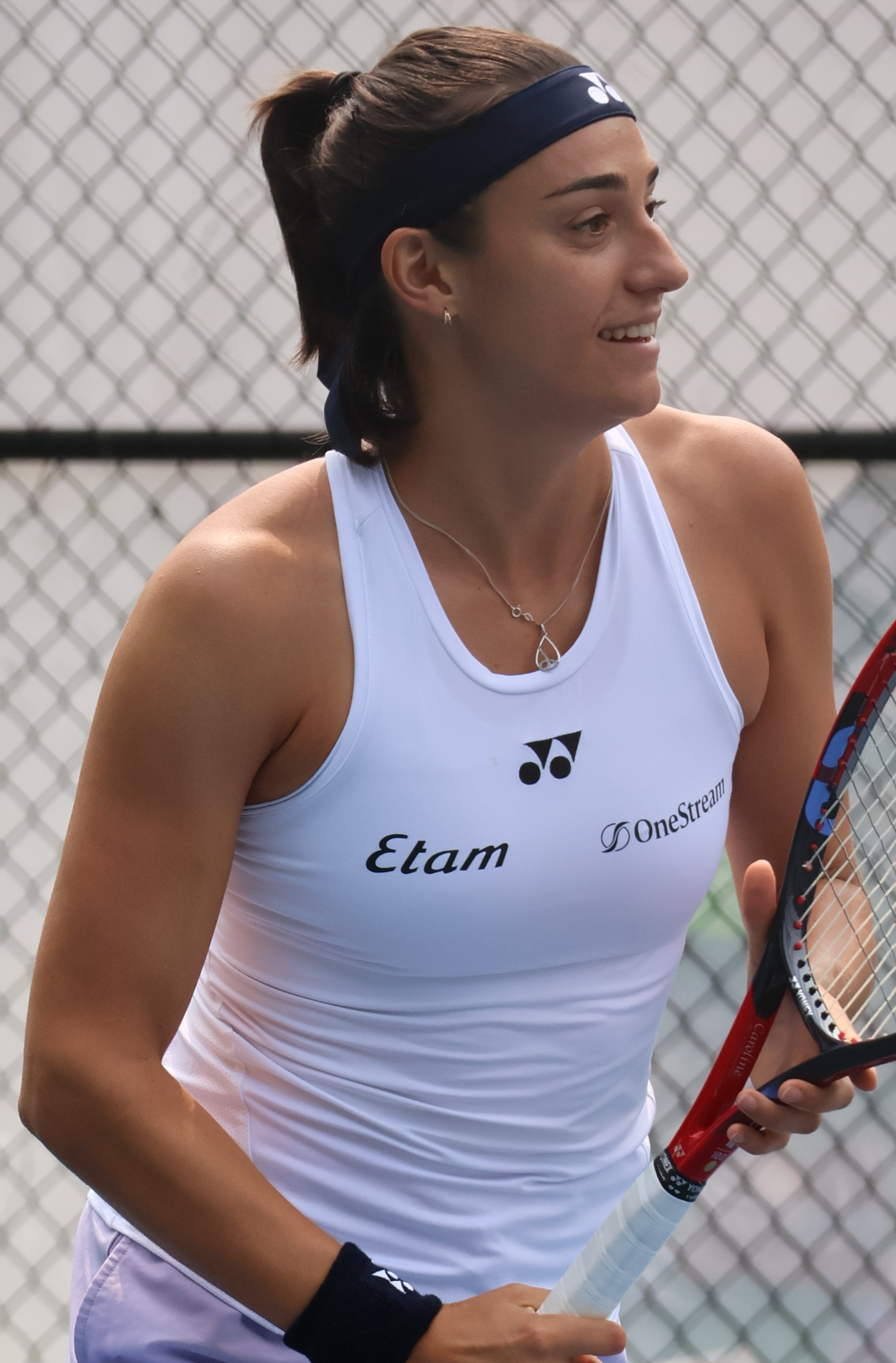
Caroline Garcia fostă nr. 4 mondial la simplu
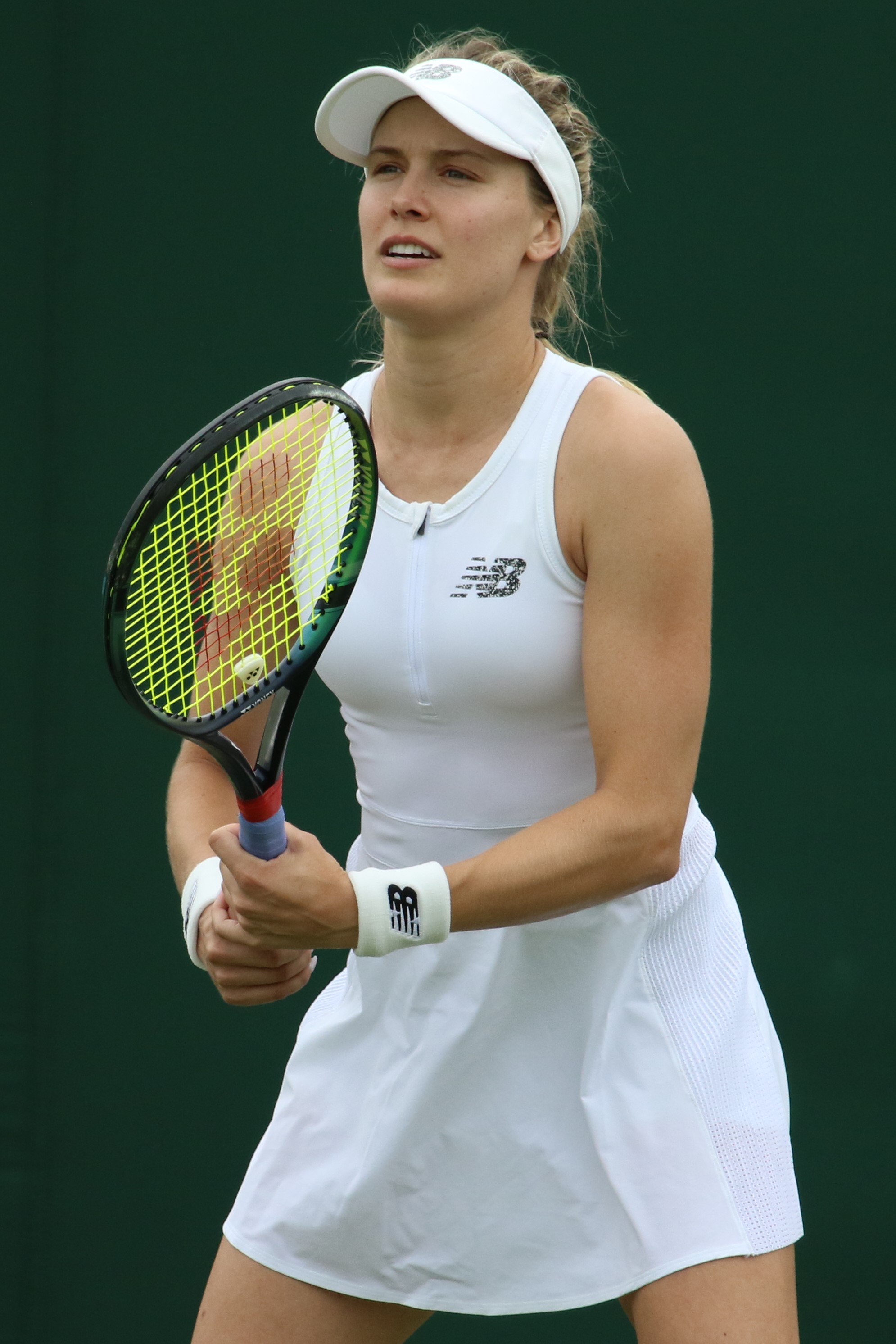
Eugenie Bouchard fostă nr. 5 mondial la simplu

## Reveniri
- Mihaela Buzărnescu s-a întors în circuitul WTA în mai 2025, după trei ani de absență, folosind clasamentul protejat la turneul de calificare pentru Openul Franței din 2025.
- Alizé Cornet și-a anunțat revenirea în circuitul WTA în martie 2025, după zece luni de retragere, la Open de Rouen 2025, unde a primit un wildcard.[15] Cu toate acestea, s-a retras din cauza unei accidentări înainte de turneu. Ulterior, s-a înscris pe tabloul principal al Internationaux de Strasbourg 2025 cu un wildcard.
- Petra Kvitová a anunțat revenirea sa în circuitul WTA în februarie 2025, după concediul de maternitate, la turneul ATX Open 2025, după ce a primit un wildcard pentru tabloul principal.[16]
- Christina McHale
- Ivana Jorović
- Stefanie Vögele
- Myrtille Georges

## Distribuția punctelor
Punctele se acordă după cum urmează:
| Categorie             | C         | F                                    | SF                                   | QF                                                     | R16                                                    | R32                                                    | R64                                                    | R128                                                   | Q                                                      | Q3                                                     | Q2                                                     | Q1                                                     |
| Grand Slam (S)        | 2000      | 1300                                 | 780                                  | 430                                                    | 240                                                    | 130                                                    | 70                                                     | 10                                                     | 40                                                     | 30                                                     | 20                                                     | 2                                                      |
| Grand Slam (D)        | 2000      | 1300                                 | 780                                  | 430                                                    | 240                                                    | 130                                                    | 10                                                     | –                                                      | –                                                      | –                                                      | –                                                      | –                                                      |
| WTA Finals (S/D)      | 1500*     | 1080*                                | 750*                                 | (+125 per round robin match; +125 per round robin win) | (+125 per round robin match; +125 per round robin win) | (+125 per round robin match; +125 per round robin win) | (+125 per round robin match; +125 per round robin win) | (+125 per round robin match; +125 per round robin win) | (+125 per round robin match; +125 per round robin win) | (+125 per round robin match; +125 per round robin win) | (+125 per round robin match; +125 per round robin win) | (+125 per round robin match; +125 per round robin win) |
| WTA 1000 (96S)        | 1000      | 650                                  | 390                                  | 215                                                    | 120                                                    | 65                                                     | 35                                                     | 10                                                     | 30                                                     | –                                                      | 20                                                     | 2                                                      |
| WTA 1000 (64/56S)     | 1000      | 650                                  | 390                                  | 215                                                    | 120                                                    | 65                                                     | 10                                                     | –                                                      | 30                                                     | –                                                      | 20                                                     | 2                                                      |
| WTA 1000 (28/32D)     | 1000      | 650                                  | 390                                  | 215                                                    | 120                                                    | 10                                                     | –                                                      | –                                                      | –                                                      | –                                                      | –                                                      | –                                                      |
| WTA 500 (64/56/48S)   | 500       | 325                                  | 195                                  | 108                                                    | 60                                                     | 32                                                     | 1                                                      | –                                                      | 25                                                     | –                                                      | 13                                                     | 1                                                      |
| WTA 500 (32/30/28S)   | 500       | 325                                  | 195                                  | 108                                                    | 60                                                     | 1                                                      | –                                                      | –                                                      | 25                                                     | –                                                      | 13                                                     | 1                                                      |
| WTA 500 (28D)         | 500       | 325                                  | 195                                  | 108                                                    | 60                                                     | 1                                                      | –                                                      | –                                                      | –                                                      | –                                                      | –                                                      | –                                                      |
| WTA 500 (16D)         | 500       | 325                                  | 195                                  | 108                                                    | 1                                                      | –                                                      | –                                                      | –                                                      | –                                                      | –                                                      | –                                                      | –                                                      |
| WTA 250 (32S, 24/16Q) | 250       | 163                                  | 98                                   | 54                                                     | 30                                                     | 1                                                      | –                                                      | –                                                      | 18                                                     | –                                                      | 12                                                     | 1                                                      |
| WTA 250 (16D)         | 250       | 163                                  | 98                                   | 54                                                     | 1                                                      | –                                                      | –                                                      | –                                                      | –                                                      | –                                                      | –                                                      | –                                                      |
| United Cup            | 500 (max) | Pentru detalii, vezi United Cup 2025 | Pentru detalii, vezi United Cup 2025 | Pentru detalii, vezi United Cup 2025                   | Pentru detalii, vezi United Cup 2025                   | Pentru detalii, vezi United Cup 2025                   | Pentru detalii, vezi United Cup 2025                   | Pentru detalii, vezi United Cup 2025                   | Pentru detalii, vezi United Cup 2025                   | Pentru detalii, vezi United Cup 2025                   | Pentru detalii, vezi United Cup 2025                   | Pentru detalii, vezi United Cup 2025                   |

S = simplu, D = dublu, Q = calificare.

* Presupune recordul neînvins al meciului Round Robin.